# Canté
Canté település Franciaországban, Ariège megyében. Lakosainak száma 212 fő (2022. január 1.). Canté Brie, Labatut, Saverdun, Cintegabelle, Gaillac-Toulza és Marliac községekkel határos.

## Népesség
A település népességének változása:
| Lakosok száma | 150  | 142  | 164  | 198  | 210  | 207  | 205  | 204  | 202  | 212  |
|               | 1968 | 1982 | 1990 | 2006 | 2013 | 2015 | 2017 | 2019 | 2020 | 2022 |